# Polskie Towarzystwo Promieniowania Synchrotronowego
Polskie Towarzystwo Promieniowania Synchrotronowego (PTPS) – towarzystwo, którego celem jest działalność naukowa i oświatowa, w szczególności wspieranie rozwoju badań naukowych z wykorzystaniem promieniowania synchrotronowego a także popularyzacja badań wykorzystujących  tego rodzaju promieniowanie.
Towarzystwo działa na terenie całego kraju.
W latach 1992–2025 Towarzystwo zorganizowało szesnaście międzynarodowych szkół i sympozjów International School and Symposium on Synchrotron Radiation in Natural Science (ISSRNS), dwanaście konferencji krajowych pod nazwą Krajowe Sympozjum Użytkowników Promieniowania Synchrotronowego (KSUPS) oraz trzy międzynarodowe konferencje Joint Meeting of PSRS Members and SOLARIS Centre Users.

## Historia działalności Towarzystwa w skrócie

### Początki działalności
W polskim środowisku naukowym szersze zainteresowanie badaniami z zastosowaniem promieniowania synchrotronowego pojawiło się dopiero po 1985 roku. Zaczęła wtedy gwałtownie rosnąć liczba osób zainteresowanych różnymi rodzajami badań z wykorzystaniem promieniowania synchrotronowego  w Uniwersytetach: Jagiellońskim, Warszawskim i Śląskim, Akademii Górniczo-Hutniczej w Krakowie oraz w Instytutach Fizyki PAN w Warszawie, Fizyki Jądrowej w Krakowie i Badań Jądrowych w Świerku. Wraz ze wzrostem liczby polskich użytkowników promieniowania synchrotronowego, zaistniała potrzeba zacieśniania współpracy tego jeszcze wtedy niewielkiego środowiska naukowego, użytkującego promieniowanie synchrotronowe z akceleratorów w Europie, USA i Japonii. W lutym 1991, przy wsparciu finansowym i organizacyjnym Instytutu Fizyki Uniwersytetu Jagiellońskiego, prof. dr hab. Andrzej Kisiel i  prof. dr hab. Julian Auleytner zorganizowali w Krakowie, w Willi Baszta Szyszko-Bohusza, pierwsze Krajowe Sympozjum Użytkowników Promieniowania Synchrotronowego. Uczestnicy Sympozjum zadeklarowali chęć utworzenia Polskiego Towarzystwa Promieniowania Synchrotronowego. Wśród 29 członków założycieli Towarzystwa większość tworzyli gospodarze Sympozjum, reprezentanci Instytutu Fizyki PAN w Warszawie oraz  Wydziału Fizyki Uniwersytetu Warszawskiego. W maju 1991 PTPS zostało zarejestrowane i rozpoczęło działalność z wyraźnie nakreślonymi zadaniami. Dotyczyły one starań o łatwiejszy dostęp polskich użytkowników do źródeł promieniowania synchrotronowego oraz podnoszenia kwalifikacji naukowych członków Towarzystwa. PTPS był pierwszym utworzonym w Europie narodowym towarzystwem promieniowania synchrotronowego, mimo że Polska nie posiadała własnego synchrotronu i nie miała wtedy żadnych realnych perspektyw posiadania własnego źródła promieniowania synchrotronowego.

### Starania o członkostwo w ESRF
Europejskie Centrum Promieniowania Synchrotronowego (ESRF) jest jednym z czterech synchrotronów na świecie zapewniających promieniowanie wysokoenergetyczne, co daje unikatowe możliwości badawcze. Na ręce Sekretarza Komitetu Badań Naukowych dr Krzysztofa Frąckowiaka PTPS skierowało Memoriał, który wyrażał potrzeby badawcze polskich użytkowników promieniowania synchrotronowego oraz zawierał sugestie dotyczące przystąpienia Polski do budującego się wówczas Europejskiego Centrum Promieniowania Synchrotronowego (ESRF) w Grenoble. W październiku 1997 PTPS skierowało do Prezydium KBN kolejny Memoriał w sprawie przystąpienia Polski do ESRF na nowo sformułowanych warunkach. Środki finansowe przyznane w roku 2000 przez Ministerstwo Finansów z rezerwy celowej wydatków budżetowych uprawniły PTPS do wszczęcia oficjalnych negocjacji z władzami ESRF. Przebiegające bardzo pomyślnie negocjacje z ESRF zostały niestety wstrzymane ze względu na pojawienie się trudności formalno-prawnych, uniemożliwiających terminowe zawarcie umowy z ESRF oraz zamrożenie środków finansowych spowodowane wzrostem deficytu budżetowego Państwa (tzw. dziura Bauca).
Ostatecznie starania te zostały uwieńczone sukcesem dopiero w 2004 roku poprzez podpisanie umowy pomiędzy Instytutem Fizyki PAN w Warszawie i Konsorcjum ESRF w Grenoble. W ramach tej umowy do końca czerwca 2011 r. szereg grup badawczych z Polski korzystało z promieniowania synchrotronowego i bardzo nowoczesnych, wyspecjalizowanych linii pomiarowych ESRF  Niestety, kolejne problemy formalno-prawne uniemożliwiły kontynuację wymienionej Umowy z ESRF. Dzięki staraniom PTPS, w 2011 roku polski wkład w projekt międzynarodowy ESRF Upgrade znalazł się na Polskie Mapie Drogowej Infrastruktury Badawczej. Umieszczenie projektu na mapie drogowej nie stanowi jednak zobowiązania ze strony MNiSW odnośnie do finansowania budowy czy też późniejszego utrzymania ośrodka badawczego. Na Liście przedsięwzięć umieszczonych na Polskiej Mapie Drogowej Infrastruktury Badawczej, opublikowanej w 2014 roku, polski wkład w ESRF został oznaczony jako "w fazie realizacji" 28 października 2016 Minister Nauki i Szkolnictwa Wyższego  podjął decyzję o wsparciu udziału polskich zespołów naukowych w ESRF oraz CERN. Na tej podstawie w dniu 20 grudnia 2016 reprezentujący stronę polską dyrektor IF PAN prof. Roman Puźniak oraz Naczelny Dyrektor ESRF dr Francesco Sette podpisali umowę potwierdzającą polski wkładu do ESRF w wysokości 1% budżetu ESRF.

### Starania o własne linie eksperymentalne
Niemal równolegle z pierwszymi staraniami w sprawie przystąpienia Polski do ESRF, PTPS rozpoczęło rozmowy  z dyrekcją synchrotronu ELETTRA w Trieście na temat budowy polskiej linii pomiarowej przy nowo uruchamianym synchrotronie. Idea ta uzyskała gorące poparcie Podkomisji Metod Jądrowych w Fizyce Fazy Skondensowanej Państwowej Agencji Atomistyki i bardzo przyjaźnie nastawionego do Polaków dyrektora naukowego synchrotronu ELETTRA prof. Georgio Margaritondo. Z przyczyn ekonomicznych nie doszło do finalizacji tego projektu.

### Udział Polski w projekcie European XFEL
European XFEL to największy obecnie laser FEL na świecie. Jego otwarcie nastąpiło 1 września 2017. Polski wkład jest szacowany na 26,5 mln euro. Prezes PTPS jako przedstawiciel Polski w STI europejskiego projektu XFEL brała aktywny udział w negocjacjach rządu polskiego w sprawie udziału Polski w tym projekcie. Utworzono Polskie Konsorcjum XFEL-Polska którego celem jest działanie na rzecz znaczącego udziału Polski w budowie i eksploatacji tego unikatowego źródła. Osiemnaście polskich instytucji naukowo-dydaktycznych, naukowo-badawczych oraz przemysłowych przystąpiło do tego konsorcjum, a instytucją reprezentującą konsorcjum XFEL-Polska na zewnątrz jest Narodowe Centrum Badań Jądrowych (dawniej: Instytut Problemów Jądrowych) w Świerku, które pełni rolę koordynatora.

### Polski Laser na Swobodnych Elektronach
PTPS zdecydowanie wspiera starania zmierzające do budowy Polskiego Lasera na Swobodnych Elektronach (POLFEL). Jest to projekt budowy źródła światła IV-tej generacji, które może emitować promieniowanie elektromagnetyczne w zakresie od podczerwieni do dalekiego ultrafioletu, i uzyskuje intensywność ponad 1000 razy większą, niż synchrotrony. Laser tego typu znajduje zastosowanie w obrazowaniu obiektów w skali atomowej na potrzeby takich dziedzin jak takich jak Biologia, Chemia, Medycyna, Fizyka czy Inżynieria materiałowa. POLFEL wytwarzać będzie promieniowanie w zakresie od 0,3 mm do 150 nm dla pierwszej harmonicznej i 50 nm dla trzeciej harmonicznej. Energia impulsu przewidywana jest na poziomie 100 μJ dla VUV i dziesiątek mikrodżuli dla promieniowania THz. Budowa urządzenia rozpocznie się w styczniu 2019 r. Zakończenie budowy planuje się na rok 2022.

### Narodowe Centrum Promieniowania Synchrotronowego
W październiku 1998 grono profesorów z Instytutu Fizyki UJ i AGH, w tym również członków PTPS, wystąpiło do KBN o utworzenie Narodowego Centrum Promieniowania Synchrotronowego i budowę synchrotronu elektronowego jako źródła promieniowania synchrotronowego przeznaczonego do badań w fizyce, chemii, biologii, medycynie i naukach technicznych. Inicjatywa ta została gorąco poparta przez PTPS.  W roku 2010 została podpisana umowa pomiędzy Ministerstwem Nauki i Szkolnictwa Wyższego a Uniwersytetem Jagiellońskim na dofinansowanie i realizację projektu budowy synchrotronu w ramach Programu Operacyjnego Innowacyjna Gospodarka 2007-2013. Jego realizacja uzyskała w 2011 roku poparcie Komitetu Polityki Naukowej. Na początku 2012 roku rozpoczęły się prace budowlane, natomiast budynek został odebrany w maju 2014 roku. W marcu 2015 zakończył się montaż pierścienia akumulacyjnego w synchrotronie Solaris, a następnie rozpoczęło się układanie betonowych płyt przykrywających synchrotron. 21 września 2015 w hali eksperymentalnej krakowskiego synchrotronu odbyło się uroczyste otwarcie Narodowego Centrum Promieniowania Synchrotronowego. Dwie linie eksperymentalne PEEM/XAS oraz UARPES udostępnione zostały w 2018 roku. Obecnie w Centrum SOLARIS eksperymenty są prowadzone z wykorzystaniem 10 stacji badawczych umiejscowionych na siedmiu liniach synchrotronowych oraz z wykorzystaniem dwóch kriomikroskopów elektronowych.

## Prezesi
- Andrzej Kisiel (1991–1999)
- Bronisław Orłowski (1999–2005)
- Krystyna Jabłońska (2005–2011)
- Maciej Kozak (2011–2017)
- Wojciech M. Kwiatek (2017-2023)
- Agnieszka Witkowska od 2024